# Castel d'Ario
Castel d'Ario é uma comuna italiana da região da Lombardia, província de Mântua, com cerca de 4.224 habitantes. Estende-se por uma área de 22 km², tendo uma densidade populacional de 192 hab/km². Faz fronteira com Bigarello, Roncoferraro, Sorgà (VR), Villimpenta.
O Castelo símbolo da comuna, construído em 1348, pertenceu à família Scaligeri até o ano de 1683, quando o Imperador Leopoldo I da Áustria tomou a região, só voltando a pertencer a família Scaligeri, anos depois com a retomada da família Habsburgo na Áustria. Atualmente o castelo está em pose do governo italiano.

## Demografia
| Variação demográfica do município entre 1861 e 2011                               |
|                                                                                   |
| Fonte: Istituto Nazionale di Statistica (ISTAT) - Elaboração gráfica da Wikipedia |